# 2014년 대만의 텔레비전 드라마 목록
다음은 2014년에 타이완의 텔레비전에서 방송되었던 드라마 프로그램을 나열한 목록이다.

## 작품 목록
- 《16개 하천》
- 《22K 몽상고비》
- 《가장》
- 《니조량아성구》
- 《마미적남붕우》
- 《맹갑적녀인》
- 《상류속녀》
- 《아모》
- 《아적보패사천금》
- 《애상량개아》
- 《용감설출아애니》
- 《용비봉무》
- 《우후고양》
- 《유맹단고점》
- 《재설일차아원우》
- 《종극X속사》
- 《종극악녀》
- 《진애배방》
- 《징혼계사》
- 《초마녀창두혼》
- 《항롱리적나가서점》
- 《행복태환권》
- 《황언유희》
- 《희환일개인》

## 같이 보기
- 타이완의 텔레비전 드라마 목록
- 2010년대 타이완의 텔레비전 드라마 목록